# Bernhard Stohr
Bernhard Stohr (* 1899; † 27. September 1971 in Dresden) war ein marxistisch-leninistischer Geschichtsmethodiker der DDR und galt als ihr Nestor.

## Leben
Als siebentes Kind eines Bauarbeiters und einer Zigarrenheimarbeiterin geboren, wurde Stohr 1920 Mitglied der KPD. Er erlernte den Mechanikerberuf, war Gewerkschaftsvertrauensmann in Betrieben, Leiter einer kommunistischen Kindergruppe und Gemeindevertreter der KPD. Mit 30 Jahren legte er das Abitur
ab und erhielt 1934 die Lehrbefähigung als Volksschullehrer an der Universität Leipzig. In der Zeit des Nationalsozialismus unterrichtete er nicht.
Nach 1945 war er kurzweilig Stellvertreter des Bezirksbürgermeisters in Berlin-Kreuzberg, dann Mitarbeiter im Dezernat Lehrerbildung, bald des DPZI. Dort arbeitete er an Lehrplänen und Lehrbüchern mit. Als 55-Jähriger promovierte er an der Berliner Humboldt-Universität 1954 zum Dr. päd. Im selben Jahr wurde er an das im September 1953 eröffnete Pädagogische Institut Dresden berufen. Später nahm Stohr mit seiner „Geschichtsmethodik“ großen Einfluss auf die Lehrerbildung. 1962 wurde er zum Professor mit vollem Lehrauftrag berufen. Er verstarb 1971 und wurde auf dem Heidefriedhof in Dresden begraben.

## Schriften
- Methodik des Geschichtsunterrichts: Probleme der methodischen Gestaltung des Geschichtsunterrichts in der allgemeinbildenden polytechnischen Oberschule, Volk und Wissen, Berlin 1962
- Über den Beitrag des Geschichtsunterrichts zur ideologischen Bildung und Erziehung in der DDR (1945 bis zur Gegenwart), (I). In: GuS. 11. Jg. (1969), H. 9, S. 842–851, und (II). In: GuS. 11. Jg. (1969), H. 10, S. 906–919.